# Nurachi
Nurachi (sardisk: Nuràchi) er en by og en kommune (comune) i provinsen Oristano i regionen Sardinien i Italien. Byen ligger i 7 meters højde og har 1.782 indbyggere (2016). Kommunen har et areal på 15,97 km² og grænser til kommunerne Baratili San Pietro, Cabras, Oristano og Riola Sardo.